# Sök
Sök är en svensk dramafilm från 2006 i regi av Maria von Heland.

## Handling
Amanda Ooms spelar huvudrollen Lisa som är en singeltjej som testar lyckan på internet. Där går hon på en mängd olika dejter men trasslar sig mest in i olika förhållanden där ingen visar sig vara den rätte.

## Rollista
- Amanda Ooms - Lisa
- Mikael Persbrant - Björn
- Lia Boysen - Vera
- Pernilla August - Madeleine
- Kalle Westerdahl - Dudde
- Johan Rabaeus - David
- Ulrika Malmgren - Carina
- Leif Andrée - Johan
- Jonas Malmsjö - Fabian
- April Ekholm - Rakel
- Linus Tunström - Jacob
- Per Sandberg - Steine
- Petra Nielsen - Mona
- Michael Nyqvist - Janne
- Kåre Mölder - Axel
- Margreth Weivers - Gustavs mor
- Niels Jensen - Jonas
- Per Grytt - Jörgen
- Stig Larsson - Bo